# Eva Diamantstein

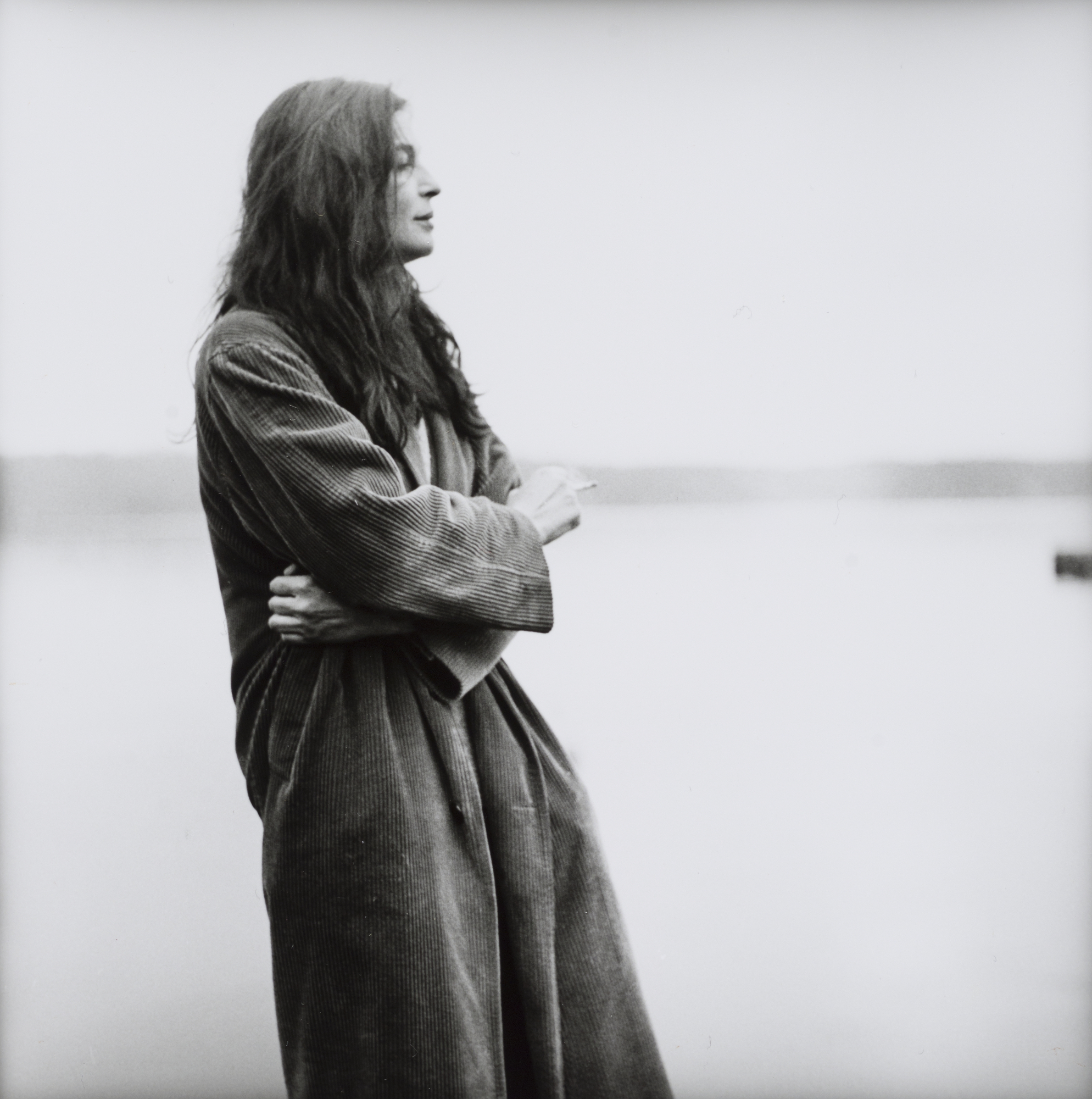
Eva Diamantstein (2000)

Eva Diamantstein (* 1954 in München) ist eine deutsche Theaterregisseurin und Schriftstellerin. Sie ist die Tochter des Immunologen Tibor Diamantstein.

## Leben und Wirken
Diamantstein studierte 1975 bis 1981 Malerei an der École des Beaux-arts in Paris und an der Kunstakademie Stuttgart. Von 1982 bis 1985 war sie Regieassistentin bei George Tabori, Andrea Breth und Achim Freyer.
Am Theater Essen trat sie 1982 mit Edward Albees Die Zoogeschichte und Herbert Achternbuschs Die Olympiasiegerin als Regisseurin hervor. Am Theater Freiburg inszenierte sie 1985 Wolfgang Bauers Magic Afternoon und Bertolt Brechts Die Kleinbürgerhochzeit sowie 1986 Heinar Kipphardts Bruder Eichmann.
1988 folgten am Stadttheater Konstanz Caryl Churchills Top Girls und am Theater am Neumarkt Zürich Judith Herzbergs Und/Oder. 1988/89 war sie am Nationaltheater Mannheim tätig. Von 1991 bis 1994 arbeitete sie besonders am Deutschen Theater Göttingen. Hier entstanden unter anderem George Taboris Kannibalen (1991), Schillers Die Jungfrau von Orleans (1992) und Lessings Nathan der Weise (1994). 1996 inszenierte sie am Staatstheater Karlsruhe Gombrowicz’ Yvonne, die Burgunderprinzessin und 1997 am Theater Freiburg Camus’ Die Gerechten.
Im Jahr 2000 erhielt sie für die Ausarbeitung des Projekts Täterinnen ein Stipendium der Villa Waldberta in Feldafing. Die Uraufführung des daraus basierend auf Interviews und dokumentarischen Recherchen entstandenen Werkes Nachtmahl inszenierte sie 2001/02 in Koproduktion von Spielartfestival München, Schauspiel Frankfurt und Schauspielhaus Wien. Eine weitere Aufführung erfolgte 2002/03 bei einem politischen Festival in Hamburg.
2001 gründete sie mit der bildenden Künstlerin Claire Angelini das „Laboratorium Geschichte“ in München. 2003 führte sie Regie bei der Aufführung ihres Stückes Transit/Stopp am Theater Phönix in Linz. Diamantstein, die auch als Bühnenbildnerin und bildende Künstlerin aktiv ist, veröffentlichte 2008 ihren Gedichtband Geh in ein Niemandsland.